# Augustin Marie d’Aboville
Augustin Marie d’Aboville (ur. 20 kwietnia 1776 w La Fère, zm. 20 czerwca 1843 w Paryżu) – francuski generał brygady, baron Cesarstwa

## Życiorys
Urodził się w szlacheckiej, jego ojciec był generałem. W 1792 roku ukończył szkołę artylerii w Châlons-sur-Marne. Po jej ukończeniu rozpoczął służbę jako porucznik w 7 pułku artylerii. Służył we francuskiej Armii Italia, gdzie awansował do stopnia kapitana.
Po proklamowaniu republiki na krótko zwolniony z wojska z powodu szlacheckiego pochodzenia, ale po krótkim okresie ponownie rozpoczął służbę w Armii Renu i Mozeli, gdzie został w 1802 roku dowódcą batalionu a w 1803 roku awansował do stopień majora w 2 pułku artylerii konnej.
W 1805 roku wziął udział w wyprawie gen. de Lauristona na Martynikę. W drodze powrotnej z Martyniki dowodził bateria dział 36-funtowych na okręcie liniowym „Bucentaure” i wziął udział w walce z angielską eskadrą adm. Caldera.
W sierpniu 1806 roku został szefem parku artylerii w VI Korpusie marsz. Neya. Uczestniczył w wojnie z Prusami i w 1807 roku w kampanii w Polsce, gdzie wyróżnił się w walce z Kozakami nad Pasłęką.
W 1808 roku został dowódcą artylerii konnej Gwardii Cesarskiej. Jako jej dowódca wyróżnił się w bitwie pod Wagram, gdzie stracił rękę. Za wykazane męstwo został wtedy mianowany generałem brygady oraz otrzymał tytuł barona Cesarstwa.
Po powrocie do Francji w 1809 roku został komendantem szkoły artylerii w La Fère i był nim do 1814 roku. W 1814 roku został dowódcą artylerii w czasie obrony Paryża.
Po abdykacji Napoleona w 1814 roku opowiedział się po stronie króla Ludwika XVIII za co został wyróżniony Krzyżem Komandorskim Orderu św. Ludwika. Po powrocie Napoleona w marcu 1815 roku odmówił przyłączenia się do niego oraz zapobiegł przyłączeniu się do niego garnizonu La Fère.
Po ponownym powrocie na tron Ludwika XVIII został z dniem 6 października 1815 roku przeniesiony do rezerwy z dożywotnią rentą.
W czasie rewolucji lipcowej w 1830 roku w dniu 6 listopada 1830 roku został powołany do wojska, lecz nie objął żadnego stanowiska i ponownie został przeniesiony do rezerwy z dniem 22 marca 1831 roku.
Zmarł w Paryżu.

## Awanse
- porucznik (1792)
- kapitan (1792)
- major (1803)
- pułkownik (1808)
- generał brygady (1809)

## Odznaczenia
- Krzyż Kawalerski Legii Honorowej (1803)
- Krzyż Oficerski Legii Honorowej (1807)
- Krzyż Komandorski Order św. Ludwika (1814)